# Slower
«Slower» — песня канадской певицы Тейт Макрей, вышедшая 3 марта 2021 года на лейбле RCA Records в качестве четвёртого сингла из её второго мини-альбома Too Young to Be Sad. Песня была написана Макрей, Ноланом Ламброзой, Расселом Челлом, Заком Задеком и Зои Мосс.

## История
Первоначально Тейт Макрей выпустила демо-версию песни в своём YouTube-сериале «Create With Tate» под названием «Ew Feelings (Aka Slower)». В беседе с Мелиндой Факуаде из Nylon она вспомнила, что написала песню в возрасте 14 лет и сначала любила её, но спустя годы не захотела её выпускать. Она отметила, что когда песня была перезаписана и воспроизведена, она зазвучала совершенно по-другому. В интервью Wonderland она сказала о песне: «Честно говоря, она была о парне, который вёл себя со мной очень грубо, и я была сыта по горло тем, что мне постоянно приходилось с ним угадывать. В ней говорится о том, что если он не собирается принимать решение, то я собираюсь жить дальше». Обсуждая песню с Трэвисом Миллсом из Apple Music, она отметила, что в 17 лет песня приобрела для неё новый смысл, символизируя необходимость жить моментом.

## Отзывы
Одри Брандес из музыкального сайта Sheesh Media описала трек как одновременно захватывающий и мелодичный, заявив, что Макрей на пути к тому, чтобы стать королевой баллад о расставании в этом поколении. Брандес также высоко оценил вокал Макрей и её эмоциональную подачу, отметив, что Макрей умело передаёт сложности, возникающие из-за неопределённости слишком быстро развивающихся отношений, сомнений в чувствах другого человека и неясности того, кем обе стороны будут в будущем. Брандес также приветствует создание песни, отмечая, что «припев звучит как падение в себя, одновременно кульминационное и отчаянное. Вокал нарастает по интенсивности, в итоге накладываясь друг на друга и вызывая ощущение многомерности — все версии себя прошлой, настоящей и будущей, существующие одновременно». Журнал Skope Magazine описал песню как мгновенно узнаваемую и демонстрирующую саморефлексивную, интимную лирику. Сэм Мёрфи из музыкального сайта «the interns» отметил, что Макрей быстро становится королевой грустного джема, и описал трек как искажённую поп-песню с тяжёлым эмоциональным костяком, отметив, что эмоции, которые МакРей привносит в свой голос, добавляют веса её и без того пронзительным текстам.

## Чарты
| Чарт (2021)                         | Высшая позиция |
| ----------------------------------- | -------------- |
| Канада (Billboard Canadian Hot 100) | 74             |
| Канада (Billboard CHR/Top 40)       | 19             |
| Канада (Billboard Hot AC)           | 37             |
| Новая Зеландия (RMNZ)               | 10             |

## Сертификации
| Регион                                                                      | Сертификация | Продажи |
| --------------------------------------------------------------------------- | ------------ | ------- |
| Канада (Music Canada)                                                       | Золотой      | 40 000  |
| Данные о продажах + прослушиваниях приведены только на основе сертификации. |              |         |